# Fatma Gadri
Fatma Gadri (en azeri : Fatma Qədir qızı Qədri ; née le 1er avril [14] 1907,à Odessa et morte le 29 février 1968 à Bakou) est une actrice soviétique azerbaïdjanaise, Artiste du peuple de la
RSS d'Azerbaïdjan (1943).

## Biographie
À l'âge de 9 ans Fatma Gadir qizi Gadri commençe à gagner de l'argent en travaillant comme nounou à plein temps pour un enfant d'une famille riche. Sur l'insistance de sa mère, elle s'inscrit dans une madrasa (école religieuse) locale pour recevoir une éducation primaire. En 1922, elle est admise simultanément dans deux établissements postsecondaires : l'école de théâtre d'Azerbaïdjan et une école normale, dont elle sort diplômée en 1926. 

## Parcours professinnel
Fatma Gadri commence à se produire au Théâtre des travailleurs turcs.
De 1932 à 1935, elle travaille au Théâtre russe de Bakou et, à partir de 1935, elle est l'une des
actrices principales du Théâtre d'Azerbaïdjan M. Azizbekov (Bakou). Elle enseigne à l'école de théâtre, puis à l'Institut de théâtre d'Azerbaïdjan M.A. Aliyev. 
Les activités de Fatma Kadri sont importantes dans le développement de la culture scénique
azerbaïdjanaise et dans la formation des acteurs et des metteurs en scène. 
En 1943, elle reçoit le titre d'Artiste du peuple de la RSS d'Azerbaïdjan. L'actrice est décédée le 29 février 1968 à Bakou. Elle est enterrée dans l'Allée d'honneur à Bakou.

## Récompenses
- Ordre du Drapeau Rouge du Travail.Ordre de l'Insigne d'honneur (09.06.1959).
- Artiste du peuple de la RSS d'Azerbaïdjan (17.06.1943).
- Artiste émérite de la RSS d'Azerbaïdjan (01.02.1936).